# Chemische Beständigkeit
Als chemische Beständigkeit wird allgemein die Widerstandsfähigkeit von Werkstoffen gegen die Einwirkung von Chemikalien bezeichnet. Im Gegensatz zur Korrosion findet dabei kein Materialabtrag statt, was insbesondere für Kunststoffe und Elastomere typisch ist.
Da sich die chemische Beständigkeit auf den reinen Werkstoff bezieht, kann es u. U. in realen Anwendungen zu Einschränkungen der Materialeignung kommen (z. B. Spannungsrissen oder Permeation). Daher kann auch von chemischer Widerstandsfähigkeit gesprochen werden, da diese explizit auf das Potenzial des Werkstoffs hinweist, chemischen Angriffen zu widerstehen.

## Einteilung
Die Unterteilung erfolgt meist in drei einfache Kategorien:
- chemisch beständig: Der Werkstoff behält seine charakteristischen mechanischen (z. B. Festigkeit), physikalischen (z. B. Färbung) und chemischen (z. B. Gemisch) Eigenschaften trotz beliebig langen Kontaktes mit der zu testenden chemischen Substanz unverändert bei. Da dieser Idealzustand praktisch nie vorkommt, gilt in der Technik ein Werkstoff durchaus noch als „beständig“, der nur sehr langsam angegriffen wird.

- bedingt chemisch beständig: Der Werkstoff behält seine charakteristischen Eigenschaften (s. o.) für eine begrenzte, für den Einsatzzweck akzeptable Zeitspanne oder innerhalb spezieller Grenzen der Einsatzbedingungen bei.

- chemisch unbeständig: Der Werkstoff verliert seine charakteristischen Eigenschaften (s. o.) innerhalb sehr kurzer Zeit – bzw. schneller als der Einsatzzweck es erlaubt. Beispielsweise wird bei manchen Klebstoffen die chemische Unbeständigkeit von Kunststoffen gegenüber einem Lösungsmittel ausgenutzt, indem das Material im Bereich der Klebestelle angelöst wird (Verlust der mechanischen Festigkeit), wodurch eine Vermischung des Materials der beiden Klebeteile ermöglicht wird. Nachdem das Lösungsmittel verdampft ist, härtet die Klebestelle wieder aus und es bleibt eine feste Verbindung. Der Kunststoff wäre für den Bau eines Behälters für das betreffende Lösungsmittel dagegen vollkommen ungeeignet.

## Beständigkeit von Kunststoffen
Bei Kunststoffen äußert sich eine unzureichende chemische Beständigkeit (Degradation) in einer Quellung oder Erweichung, die zum Verlust der Gebrauchstauglichkeit führen kann. Die Moleküle des Mediums diffundieren in den Raum zwischen die Polymerketten ein und schieben sie auseinander. Da Diffusionsprozesse temperaturabhängig sind, gelten Angaben zur chemischen Beständigkeit stets nur für die angegebene Temperatur. Dies ist von besonderer Bedeutung, wenn tabellierte Daten zur chemischen Beständigkeit nur für Raumtemperatur vorliegen, der Kunststoff aber bei höheren Temperaturen eingesetzt werden soll.
Häufiger kommt es zur auch von Metallen bekannten Spannungsrissbildung. Dabei bilden sich zunächst Mikrorisse (verstreckte Zonen, auch Crazes genannt), die bei mechanischer Beanspruchung zu großen Rissnetzwerken wachsen können. Nur in wenigen Fällen kommt es auch zu einem Kettenabbau (siehe Oxidativer Abbau).
Im Gegensatz zur Korrosion von Metallen gibt es bei Kunststoffen nur selten chemisch bedingten Materialabtrag.

## Beständigkeit von Glas
Glas besitzt gegenüber den meisten Flüssigkeiten oder Gasen eine recht hohe Beständigkeit. Wenn ein Glas unbeständig ist, verläuft die anders als die von Metallen, wird aber auch über Materialabtrag definiert. Die chemische Beständigkeit von Glas lässt sich in Wasserbeständigkeit, Säurebeständigkeit und Laugenbeständigkeit unterteilen.
Die Wasserbeständigkeit von Glas kann durch den sogenannten „Glasgriestest“ ermittelt werden. Dabei wird 2 Gramm Glas auf eine Korngröße von 300 bis 500 μm zerkleinert und über die Dauer von einer Stunde in einem Becherglas mit 50 ml Wasser auf 98 °C erhitzt. Die Menge der in dieser Zeit durch das Wasser aus dem Glas herausgelösten Ionen in Salzsäure (Na2O Äquivalent) wird mit Hilfe von Titration gemessen. Dabei werden die herausgelösten Ionen in Salzsäure (0,01 mol/l) als Maßlösung pro g Glasgries ml/g analysiert. Als Indikator wird Methylrotlösung verwendet. Werden nur bis zu 31 μg herausgelöst, entspricht die Glasart der Wasserbeständigkeitsklasse 1, das heißt, es besitzt die höchste chemische Beständigkeit. Die Einteilung erfolgt insgesamt in 5 Wasserbeständigkeitsklassen. Dabei gilt: je mehr herausgelöste Ionen, desto schlechter die Wasserbeständigkeitsklasse. Gläser mit hoher Wasserbeständigkeit werden vor allem für die Herstellung von pharmazeutischen Primärpackmitteln gebraucht, da die meisten Medikamente in einer wässrigen Lösung aufbewahrt werden.
Die Säurebeständigkeit von Glas wird nach dem DIN 12 116 Verfahren in drei Klassen eingeteilt, je nach dem Gewichtsverlust, der durch den Angriff der Säure ausgelöst wird. Dazu wird die zu testende Oberfläche sechs Stunden lang in Salzsäure gekocht. Wenn der halbe Gewichtsverlust des Oberflächenabtrags weniger als 0,7 mg pro 100 cm2 beträgt, gilt die Glasart als säurebeständig der Klasse S1. Je mehr aus dem Glas herausgelöst wird, desto schlechter die Säurebeständigkeitsklasse. Je nach Zusammensetzung weisen Borosilikatgläser (z. B. Duran oder Pyrex) und Kalknatrongläser (z. B. AR-Glas) eine hohe Resistenz gegen Säuren auf. Sie werden deshalb als S1-Gläser klassifiziert.
Zur Bestimmung der Laugenbeständigkeit wird die jeweilige Glasoberfläche 3 Stunden lang gekocht. Die dazu verwendete wässrige Lösung muss zu gleichen Teilen aus Natronlauge (1 mol/l) und Natriumcarbonat (0,5 mol/l) bestehen. Beträgt der Gewichtsverlust des Glases maximal 75 mg/100 cm2, handelt es sich um ein Glas der Laugenbeständigkeitsklasse 1. Je höher der Gewichtsverlust, desto schlechter die Klassifizierung der Alkalibeständigkeit.

## Ermittlung
Die chemische Beständigkeit wird zumeist im Immersionsversuch bestimmt. Methoden zur Ermittlung der Spannungsrissbeständigkeit sind der ESC-Versuch (Environmental Stress Cracking) und der Zeitstandzugversuch in Medien. Dieser und andere Tests aus dem Gebiet der Umweltsimulation erlauben die Auswahl eines geeigneten Werkstoffes.
Der Nachweis der Chemischen Beständigkeit eines Materials oder einer Oberfläche kann auch in Anlehnung an ISO 2812-1 (Eintauchverfahren) oder ISO 2812-4 (Tropf-/Fleckverfahren) bestimmt werden. Dabei wird das Material oder die Oberfläche über einen längeren definierten Zeitraum mit den entsprechenden Chemikalien belastet und die belastete Stelle anschließend mikroskopisch begutachtet. Veränderungen die festgestellt werden können sein:
- Verfärbungen
- Veränderung des Glanzgrades
- Erweichung
- Quellungen
- Ablösung von Beschichtungen
- Blasenbildung

Nach der zeitlich definierten Belastung wird die Materialoberfläche von Prüfflüssigkeitsresten befreit und auf sichtbare Veränderungen nach DIN EN ISO 4628-1 bis -5 überprüft und ausgewertet. Zum Ermitteln einer eventuellen Regenerationszeit wird die Beurteilung direkt im Anschluss und nach einer Stunde nach dem Entfernen der Prüfflüssigkeit durchgeführt. Nach DIN EN ISO 4628-1 werden folgende Kriterien in die Klassen 0 bis 5 eingeteilt: Menge der Schäden (N), Größe der Schäden (S) und Intensität der Veränderungen (I). Andere beobachtete Unregelmäßigkeiten werden ebenfalls genannt.
Die Auswertung erfolgt nach folgendem Schema:
„Blasenbildung, N2-S2“ oder „Verfärbung, I1“
Eine mögliche Aufkonzentrierung einer Prüfflüssigkeit auf einer Oberfläche durch Eintrocknen in der realen Reinraumumgebung muss berücksichtigt werden.
Durch diese Prüfprozedur kann nachgewiesen werden ob ein Material oder eine Oberfläche über einen bestimmten Zeitraum, gegenüber einer bestimmten Chemikalie „beständig“, „bedingt beständig“ oder „nicht beständig“ ist.